# Дажьбог
Дажьбо́г (Дажбог, др.-рус. Дажьбогъ, церк.-слав. Даждьбог) — один из главных богов в восточнославянской мифологии, бог Солнца и его олицетворение, бог плодородия и солнечного света.

## Этимология
Этимология теонима Даж(д)ьбог, на первый взгляд, вполне очевидна. По мнению М. Фасмера, это имя объясняется из древнерусского императива дажь «дай» и *bogъ «счастье, благосостояние» (ср. богатый, убогий), то есть Даж(д)ьбог — «дающий благосостояние».
Согласно В. Ягичу, теоним образовался из словосочетания дажь боже «дай, бог!». Л. Мошинский вообще считает, что Дажьбог — это просто славянское приветствие, принятое иностранными миссионерами за имя бога. В. Й. Мансикка считает первую часть теонима императивом, как и Фасмер, однако вторую, богъ, склонен трактовать в прямом смысле. Поэтому Даждьбог — это deus dator, «высшее существо, одаряющее людей земными благами». Возражая Мансикке, Е. Кагаров отметил, что первая часть этого имени не может содержать глагольной основы.
Л. С. Клейн также отмечает, что повелительное наклонение глагола не очень-то уместно в имени бога-дарителя. Он склонен согласиться с Б. А. Рыбаковым, что такое понимание имени («дающий») является поздним осмыслением по созвучию. Более верным Клейну кажется мнение Ф. Е. Корша, А. Л. Погодина, А. С. Фаминцына и Л. Нидерле: дажь- является закономерным русским смягчением древнего индоевропейского корня, проявившегося в словах санскр. dagh, гот. dags, нем. Tag «день», лит. dãgas «пожар» и др. Фасмер, однако, считает такое толкование едва ли более убедительным.
В. Ягич указывал, что Дажьбог в форме Дабог был известен у южных славян и пользовался таким уважением, что под влиянием богумильской ереси обратился в сатану и стал врагом Господа и владетелем земли; только Сын Божий победил его и лишил этой власти.
В. П. Калыгин и В. Блажек независимо друг от друга предположили связь между древнерусским Дажьбогом и древнеирландским Дагдой, так как эти божества весьма схожи между собой и по функциям, и по именам. Имя Дагда восходит к пракельт. *dago-dēvo «хороший бог» (в смысле совершенства, полноты). На славянской почве под иранским влиянием произошла замена исконно-индоевропейской части -dēvo на иранское baga (вероятно, подобное произошло и с теонимом Стрибог) и уже упомянутое смягчение на русской почве. Однако В. П. Калыгин считает теоним Дажьбог индоевропейским наследием, тогда как В. Блажек полагает, что имело место кельтское заимствование в славянский язык.

## Данные источников

### Повесть временных лет
Согласно «Повести временных лет» идол Дажьбога (вероятно, деревянный) вместе с идолами Перуна, Хорса, Стрибога, Симаргла и Мокоши стоял на холме в Киеве во времена князя Владимира. Дажьбог упоминается третьим в списке божеств (после Перуна и Хорса), в честь которых установлены идолы. Имя Дажьбога в этом списке упоминается вместе с именем Хорса и не отделяется от него союзом, в отличие от других имён — это может свидетельствовать о сходных функциях божества, либо вообще о разных (иранского и славянского происхождения) именах одного солнечного божества. После Дажьбога в списке упоминается Стрибог, что дало Р. О. Якобсону и В. Н. Топорову повод для спекуляций на тему двух близких божеств — «дающего» и «простирающего» блага.
А. Н. Афанасьев сравнивает Дажьбога с греческим Аполлоном:

Дажьбог, упоминаемый Нестором, «Словом о полку Игореве» и другими памятниками в числе славянских богов, есть, следовательно, солнце, сын неба, подобно тому, как Аполлон почитался сыном Зевса…

### Перевод Хроники Иоанна Малалы
Наиболее содержательным является эвгемерический фрагмент о Дажьбоге во вставке, включённой в перевод отрывка из «Хроники» Иоанна Малалы, находящегося в Ипатьевской летописи под 1114 годом:

«Того ради прозвали его Сварогом и чтили его египтяне. И после него царствовал сын его, по имени Солнце, которого называют Даждьбогом, 7 тысяч и 400 и семьдесят дней, что составляет двадцать с половиной лет. <…>. Солнце царь, сын Сварогов, иначе Даждьбог, был могучим мужем».
Именем «Дажьбог» было переведено имя греческого солнечного бога Гелиоса, Сварог — Гефеста, и в конечном счете этот пассаж восходит к сообщению Манефона о первых царях-богах Египта, Гефесте-Птахе и его сыне Гелиосе-Ра.
Б. А. Рыбаков считал, что культ Дажьбога, как «Солнце-царя» восходит к скифскому культу Колаксая, сына Таргитая, прародителя царских скифов, трактуя имя Колаксая через славянский корень коло (якобы «солнце») и иранский ксай («владыка, царь»).
Таким образом, Даждьбог сочетал в себе две основных функции: в природе он был подателем света, тепла и плодородия, а в обществе — источником княжеской и царской власти.
Б. А. Рыбаков возводил культ солнца и плодородия, и культ Даждьбога у восточных славян к упомянутому Геродотом скифскому богу Гойтосиру (Аполлону), объясняя это имя от славянского корня гоити «живить» и иранского сура «бог».  В. А. Абаев утверждал, что у теонима Гойтосир иранское (скифо-сарматское) происхождение.
Земледельцы Скифии в Поднепровье были солнцепоклонниками, принося жертвы на круглых жертвенниках с концентрическими солнечными кругами, изображённых на них.

### Слово о полку Игореве
«Даждьбожьи внуки» — такой перифраз использовал автор «Слова о полку Игореве» в отношении русичей для выделения их родственной общности и необходимости прекратить распри и сплотиться перед угрозой внешних врагов:

«Тогда при Олзѣ Гориславличи сѣяшется и растяшеть усобицами, погибашеть жизнь Даждь-Божа внука, въ княжихъ крамолахъ вѣци человѣкомь скратишась».

«Въстала обида въ силахъ Дажь-Божа внука, вступила дѣвою на землю Трояню, въсплескала лебедиными крылы на синѣмъ море у Дону, плещучи, убуди жирня времена».
Дажьбог, предположительно, рассматривается в качестве родоначальника или покровителя народа Руси, его наследия и богатства.
Обозначение народов сыновьями героев и внуками богов (эвгемеризм) характерно для средневековой христианской книжности. Каждый христианский народ, согласно этой традиции, должен был иметь библейскую генеалогию.
Как пишет В. Я. Петрухин, русичи из гордыни вступили на нехристианскую землю половцев, «детей бесовых», и поэтому оказались к ним приравнены как внуки языческого бога («Дажьбожьи внуки»). Приравнение конечно было неполным, поскольку в «Слове» бесы и языческие боги полностью не отождествляются. Тем не менее, русичи, таким образом, стали одним из «языков», языческих народов, лишившись библейской генеалогии и Божьей помощи.

### Другие источники
Как полагает Б. А. Рыбаков, образ Дажьбога тесно связан с образом Александра Македонского в сцене его небесного восхождения, или вознесения, широко распространённой на Руси. С именем Александра русские летописи XVII века связывали и начало истории племени словен (книжная легенда о «грамоте Александра»).
По мнению Рыбакова и некоторых других исследователей, Дажьбог изображён также на задней грани Збручского идола в верхнем ярусе. На его одежде просматривается колесо с шестью спицами — солярный символ.

### Фольклор
Дажьбог упоминается в украинских народных песнях. Так, согласно одной из весенних песен, раннюю пташку соловья Дажьбог послал замкнуть (запереть) зиму и отомкнуть (отпереть) лето:
Ой, соловейку, ти ранній пташку,

Ой чого так рано із вир'їчка вийшов?

Не сам же я вийшов, Дажбог мене вислав —

З правої ручейки — літо відмикати,

З лівої ручейки — зиму замикати…
Вероятно, отмыкатель лета Дажьбог выступает здесь как персонификация Солнца.
Е. В. Барсов приводит пословицы, записанные им в Новгородской губернии со слов крестьянки Ирины Калиткиной: «Дажь-Богъ все минетъ», «Что тужить-то, о Дажь-Богъ», «Покучись Дажь-Богу, управитъ по-немногу». Однако, по замечанию самого же Барсова, в первых двух пословицах выражение «Дажь-Богъ», скорее всего, имеет значение «дай Бог».
По мнению Т. Зуевой, образ святого Георгия, известного в легендах и сказках под именем Егория Храброго, в народной традиции слился с языческим Дажьбогом.

## В современном искусстве
В начале июля 2011 года в городе Голая Пристань (Херсонская область, Украина) была установлена скульптура Дажьбога. Спустя несколько дней после протестов православного духовенства памятник был снесён.